# Bennie L. Davis

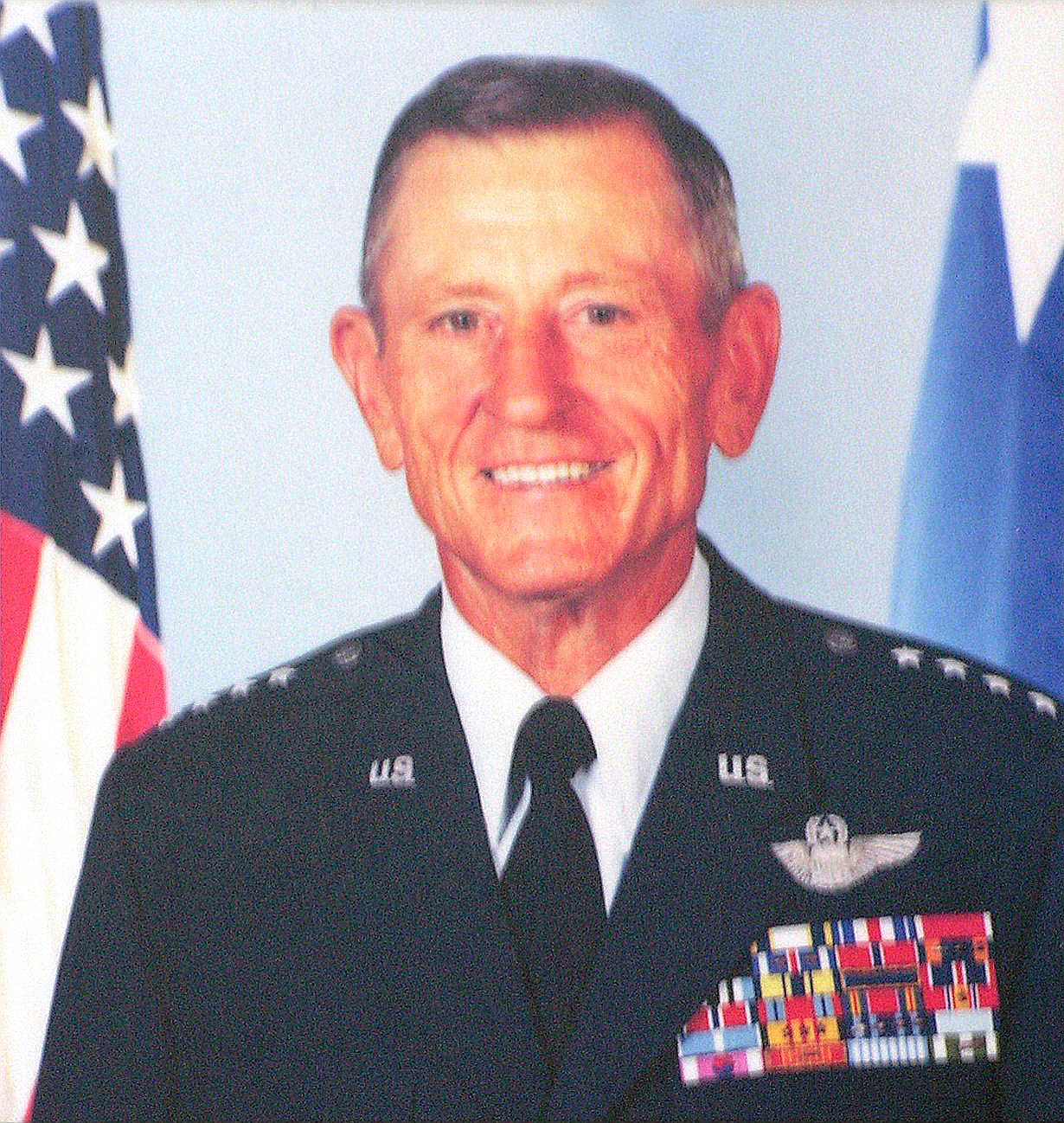
Bennie L. Davis

Bennie Luke Davis (* 12. Mai 1928 in McAlester, Pittsburg County, Oklahoma; † 23. September 2012 in Georgetown, Williamson County, Texas) war ein General der United States Air Force. Er war unter anderem Kommandeur des Strategic Air Command.

## Leben
In den Jahren 1946 bis 1950 durchlief er die United States Military Academy in West Point. Anschließend trat er der United States Air Force bei. In dieser durchlief er in der Folge alle Offiziersränge vom Leutnant bis zum Vier-Sterne-General.
Im Lauf seiner militärischen Karriere absolvierte er verschiedene Kurse und Schulungen. Dazu gehörten unter anderem eine Ausbildung zum Kampfpiloten und weitere Fortbildungskurse als Pilot neuer Flugzeugtypen; das Armed Forces Staff College in Norfolk in Virginia und das National War College in Fort Lesley J. McNair in Washington, D.C. Außerdem erhielt er einen akademischen Grad von der George Washington University. Zudem absolvierte er das advanced management program der Harvard Business School.
In seinen frühen Jahren als Offizier der Luftwaffe war er an verschiedenen Stützpunkten stationiert. Zwischen Oktober 1953 und Juni 1954 war er in Okinawa in Japan tätig. Anschließend setzte er seine Laufbahn in den Vereinigten Staaten fort, wo er auch die angegebenen Schulen absolvierte. Im Oktober 1967 wurde er auf die Clark Air Base auf den Philippinen verlegt. Von dort aus nahm er an Kampfeinsätzen im Vietnamkrieg teil. Bis zum August 1968 flog er 142 Kampfeinsätze mit insgesamt über 350 Einsatzstunden im Kriegsgebiet.
In den Jahren 1968 und 1969 gehörte Davis dem Stab der Joint Chiefs of Staff an. Nach zwischenzeitlich anderen Verwendungen wurde er im Jahr 1972 auf die Randolph Air Force Base in Texas versetzt. Dort wurde er stellvertretender Leiter des U.S. Air Force Military Personnel Center. Gleichzeitig gehörte er der Stabsabteilung für Personal im Hauptquartier der Air Force an. Im Juni 1974 übernahm er das Kommando über den U.S. Air Force Recruiting Service. Gleichzeitig war er Leiter der Stabsabteilung für Rekrutierung (deputy chief of staff, recruiting) beim damaligen Air Training Command, einer Vorgängerorganisation des späteren Air Education and Training Commands.
Zwischen Juli 1975 und April 1979 gehörte er der Stabsabteilung für Personal im Hauptquartier der Air Force an, ab Juni 1977 als deren Leiter. Danach kehrte er zur Randolph AFB in Texas zurück, wo er das Kommando über den Air Training Command erhielt. Diese Aufgabe nahm er bis zum August 1981 wahr. Am 1. August 1981 übernahm Bennie Davis auf der Offutt Air Force Base in Nebraska als Nachfolger von Richard H. Ellis das Kommando über das Strategic Air Command. Dieses Amt übte er bis zum 31. Juli 1985 aus, als er von Larry D. Welch abgelöst wurde. Anschließend schied er aus dem aktiven Militärdienst aus.
Während seiner aktiven Zeit als Militärpilot absolvierte er über 9000 Flugstunden auf verschiedenen Flugzeugtypen. Er verbrachte seinen Lebensabend in Georgetown in Texas, wo er am 23. September 2012 verstarb. Er wurde auf dem Fort Sam Houston National Cemetery in San Antonio beigesetzt.

## Orden und Auszeichnungen
Bennie Davis erhielt im Lauf seiner militärischen Laufbahn unter anderem folgende Auszeichnungen:
- Air Force Distinguished Service Medal
- Silver Star
- Legion of Merit
- Bronze Star Medal
- Distinguished Flying Cross
- Air Medal
- Joint Service Commendation Medal
- Air Force Commendation Medal
- Presidential Unit Citation
- Air Force Outstanding Unit Award